# Agrostis morrisonensis
Agrostis morrisonensis é uma espécie de gramínea do gênero Agrostis, pertencente à família Poaceae.